# Khak-e Safed (distrikt)
Khak-e Safed är ett distrikt i Afghanistan. Det ligger i provinsen Farah, i den västra delen av landet, 700 kilometer väster om huvudstaden Kabul.
Distriktet beräknades år 2022 ha cirka 35 000 invånare.